# Alexandre Parent du Châtelet

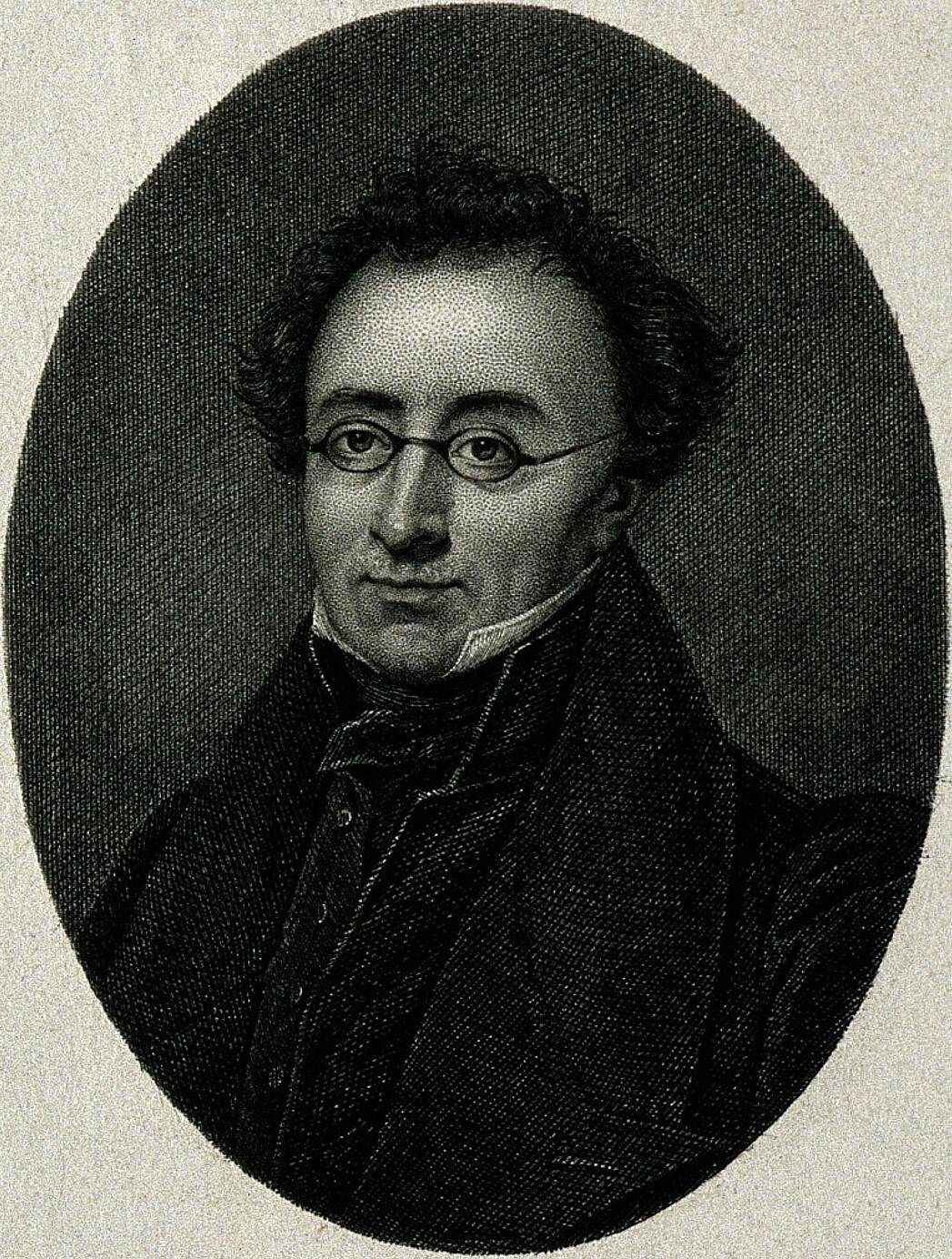
Alexandre Parent du Châtelet.

Alexandre Jean Baptiste Parent du Châtelet (även Parent-Duchâtelet), född 29 september 1790, död 7 mars 1836, var en fransk läkare. 
Parent du Châtelet gjorde sig bekant genom sina mycket värdefulla arbeten inom hygienens område. Det mest berömda av dessa är De la prostitution de la ville de Paris, considérée sous le rapport de l'hygiène publique, de la morale et de l'administration (1836; tredje upplagan 1857).